# Chytonix chucha
Chytonix chucha är en fjärilsart som beskrevs av William Schaus 1904. Chytonix chucha ingår i släktet Chytonix och familjen nattflyn. Inga underarter finns listade i Catalogue of Life.